# محمد بن أحمد بن أبي دؤاد
محمد بن أحمد بن أبي دعد (توفي 854) كان قائماً بأعمال رئيس قضاة الخلافة العباسية عام 848، لكنه لم يكن مؤثرا وكان مجرد دمية في يد الخليفة العباسي المتوكل على الله.

## الخلفية
محمد هو ابن أحمد بن أبي دؤاد ، الذي كان قاضياً دينياً إسلامياً في منتصف القرن التاسع. من أنصار المعتزلة، تم تعيينه رئيساً لقضاة الخلافة العباسية عام 833، وأصبح مؤثراً للغاية خلال خلافة المعتصم بالله والواثق بالله. خلال فترة عمله كرئيس للقضاة، سعى إلى الحفاظ على المعتزلة باعتبارها الأيديولوجية الرسمية للدولة، ولعب دوراً رائداً في المحنة لضمان الامتثال لمذاهب المعتزلة بين المسؤولين والعلماء.
شهد عهد المتوكل (847–861) قطيعة كبيرة مع سياسات المعتصم والواثق، حيث كان الخليفة الجديد مصمماً على القضاء على المسؤولين الذين لعبوا دوراً مهيمناً في حكومات الخلفاء من قبله، ونجح في السنوات الأولى من حكمه في قتل أو إزاحة أغلبية هؤلاء الرجال من السلطة، ومن بينهم ابن الزيات. والحاجب إيتاخ الخزري. كما قرر المتوكل الابتعاد عن السياسات الدينية للخلفاء السابقين، واختار بدلاً من ذلك وضع حد للجدل حول ما إذا كان القرآن الكريم مخلوقاً أم غير مخلوق. وعلى الرغم من أنه لم يكن من أنصار الحزب التقليدي، إلا أنه تخلى تدريجياً عن المعتزلة وأوقف المحنة مما أدى في نهاية المطاف إلى وضع حد للنظام العقائدي الذي كان قائماً منذ عام 833.

## التعيين
لم يتخذ الخليفة الجديد في البداية أي إجراء ضد أحمد بن أبي دؤاد، الذي استمر في تعيين القضاة في مدن الولايات. لكن بعد أقل من عام من تولي المتوكل العرش، أصيب رئيس القضاة بسكتة دماغية منهكة أصابته بالشلل الجزئي، واضطر ابنه محمد إلى تولي مهامه الفعلية. أثبت محمد أنه أقل نفوذاً من والده، وتراجعت مكانة الأسرة حيث أمضى المتوكل السنوات العديدة التالية في اتخاذ خطوات عدائية ضد المعتزلة، وطرد عدد من قضاة ابن أبي دؤاد من مناصبهم وأمر بإنهاء النقاش حول طبيعة القرآن وعاد إلى جوهر الإسلام في هذه المسألة.

## الفصل والسجن
في أواخر عام 851، قرر المتوكل إقالة ابن أبي دؤاد بالكامل من السلطة وتجريد محمد من مناصبه في محاكم المظالم. كما أمر بمصادرة أموال ابن أبي دؤاد وأهل بيته وتصفيتها، ووضع محمد وإخوته في السجن. وفي الوقت نفسه، اتخذ الخليفة خطوات لإنهاء المحنة بشكل تام. بدلا من ابن أبي دؤاد، أعيد تعيين يحيى بن أكثم رئيسا للقضاء وهو عالم وفقيه من أهل السنة، في حين تم عزل عدد آخر من قضاة ابن أبي دؤاد. حاول الخليفة أيضاً التصالح مع الإمام أحمد بن حنبل وأبعد رأس الإمام أحمد بن نصر (الذي قُتل مدافعاً عن مذهب أهل السنة والجماعة) عن العرض في الساحة العامة بعد 6 أعوام من عرضها، وأخيراً في مارس 852، أمر بإطلاق سراح جميع السجناء المحتجزين بسبب محاكم التفتيش، مما أدى إلى الاقتراب إلى حد كبير من فترة المحنة.

## الوفاة
ولم يبق والده ابن أبي دؤاد إلا ثلاث سنوات بعد فقدان رئاسة القضاء (الاسمي). توفي في يونيو 854، بعد عشرين يومًا من وفاة محمد.